# بمباران نوار غزه
بمباران نوار غزه عملیات بمباران هوایی ادامه‌دار در نوار غزه است که به‌دست نیروی هوایی اسرائیل طی جنگ اسرائیل و حماس انجام شده است. در طول این بمباران، حملات هوایی اسرائیل باعث آسیب به اردوگاه‌های آوارگان فلسطینی، مدارس، بیمارستان‌ها، مساجد، کلیساها و زیرساخت‌های غیرنظامی شد.
اسرائیل به‌سبب شمار زیاد تلفات غیرنظامی و تخریب درصد زیادی از زیرساخت‌های غیرنظامی با اتهامات جنایات جنگی روبه‌رو شد. تا ژانویه ۲۰۲۴، برآورد محققان دانشگاه اورگن و دانشگاه شهری نیویورک نشان می‌دهد که ۶۲ درصد از کل ساختمان‌های نوار غزه آسیب دیده یا تخریب شده‌اند.
فایننشال تایمز شمال غزه را خرابهٔ تخریب‌شده به‌وسیلهٔ بمباران توصیف کرد و فلسطینیان نگران بودند که شمال غزه غیرقابل سکونت شود. بمباران اسرائیل «بر خلاف» دیگر بمباران‌های سدهٔ بیست و یکم توصیف شد. در ۶ ژانویه ۲۰۲۴، مارتین گریفیتس، مسئول امور بشردوستانه سازمان ملل متحد گفت که غزه «حقیقتاً غیرقابل سکونت شده است». جوزپ بورل، دیپلمات ارشد اتحادیه اروپا، گفت که به نظر می‌رسد هدف اسرائیل این است که زندگی در غزه را «به‌طور موقت یا برای همیشه غیرممکن» کند.

## زمینه
عملیات بمباران نوار غزه توسط اسرائیل چند ساعت پس از حمله حماس به اسرائیل آغاز شد. در درگیری‌های قبلی — مانند نبرد ۲۰۱۴ اسرائیل و غزه — اسرائیل به ده‌ها هزار ساختمان را آسیب رساند یا آن‌ها را ویران کرد، اما شدت حملات به گستردگی جنگ غزه (پس از ۷ اکتبر) نبود. هزینه‌های بازسازی در درگیری‌های پیشین حدود میلیاردها دلار برآورد شده است.

## بازسازی
فایننشال تایمز تخمین زد که بازسازی غزه میلیاردها هزینه و به دهه ها زمان نیاز دارد. محمد مصطفی، اقتصاددان ارشد صندوق سرمایه‌گذاری فلسطین، برآورد کرد که بازسازی خانه‌های غزه به تنهایی حدود ۱۵ میلیارد تا ۸۰ میلیارد دلار آمریکا هزینه دارد.